# Špionica Gornja
Špionica Gornja es un pueblo en el municipio de Srebrenik, Bosnia y Herzegovina.

## Geografía
Los alrededores de Špionica Gornja están casi cubiertos de campos. El clima es hemiboreal. La temperatura promedio es de 11 °C. El mes más cálido es julio, con 22 °C, y el más frío es enero, con -3 °C. La precipitación media es de 1205 milímetros al año. El mes más lluvioso es mayo, con 240 milímetros de lluvia, y el más seco es noviembre, con 64 milímetros.

## Demografía
Según el censo de 2013, su población era 593.
| 1120       | 1374 | 1421 | 726 | 593 |
| (Fuente: ) |      |      |     |     |